# Anthony Fasugba
Anthony Fasugba (ur. 5 września 1983 roku) – włoski zapaśnik startujący w stylu wolnym. Zajął trzynaste miejsce na mistrzostwach świata w 2005. Piąty na mistrzostwach Europy w 2010. Brązowy medalista igrzysk śródziemnomorskich w 2005 i piąty w 2009 roku.